# Stijn Steenbakkers
S.P.M.F. (Stijn) Steenbakkers (Schijndel, 1 januari 1987) is een Nederlandse econoom, bestuurder en CDA-politicus. Sinds 29 mei 2018 is hij wethouder van Eindhoven.

## Biografie
Steenbakkers ging van 1999 tot 2005 naar het gymnasium met profiel economie en maatschappij en Latijn en management en organisatie aan het categoriaal Gymnasium Bernrode. Van 2005 tot 2008 volgde hij een bachelor economie aan de Universiteit Utrecht. Van 2008 tot 2009 volgde hij een master economie aan de Erasmus Universiteit Rotterdam. Van 2010 tot 2011 volgde hij een postmaster internationale betrekkingen en diplomatie aan de Universiteit Antwerpen.
Steenbakkers was van 2011 tot 2012 beleidsmedewerker van de CDA-fractie in de Tweede Kamer der Staten-Generaal. Van 2012 tot 2018 was hij achtereenvolgens corporate management trainee, financieringsspecialist en relatiemanager bij de Rabobank. Van 2015 tot 2018 was hij namens het CDA lid van de Provinciale Staten van Noord-Brabant en woordvoerder Financiën, Economie en Sport. Hij was namens het CDA kandidaat nummer 24 voor de Tweede Kamerverkiezingen van 2017 en behaalde 2.169 stemmen.
Steenbakkers is sinds 29 mei 2018 namens het CDA wethouder van Eindhoven met in zijn portefeuille Economie, Brainport, Innovatie, Onderwijs en Sport. Op 14 juni 2022 werd hij opnieuw benoemd tot wethouder van Eindhoven met in zijn portefeuille Brainport, economie, onderwijs, KnoopXL en Eindhoven-Noordwest.